# Трюмо
Трюмо́ (фр. trumeau — простенок, промежуток) — стена между оконными проёмами. Также название высокого зеркала, размещаемого в этом простенке, либо просто зеркало во весь рост человека, которое может быть настенным, напольным, или размещаться на тумбе или столике (трюмо как предмет мебели).
В храмовой архитектуре термин «трюмо» обозначает колонну или столбик, делящий надвое проём арочного входа или окна. На вершине колонны часто устанавливали статую святого, которому посвящён храм.

## Описание
Простенок между окнами в архитектуре XVI—XVIII веков часто украшали орнаментальной композицией, причём сама эта композиция также называлась «трюмо». Когда простенок стали использовать для установки большого высокого зеркала, например в искусстве оформления интерьера эпохи рококо, то название «трюмо» перенесли и на зеркало. Первое известное упоминание зеркала-трюмо датируется 1703 годом.

## Предмет мебели
Как предмет мебели трюмо представляет собой высокое зеркало с подзеркальным столиком или шкафчиком. Также это может быть высокое зеркало (как одинарное, так и трёхстворчатое трельяж), установленное на низкую широкую тумбу с двумя дверцами. Трюмо размещают в прихожей или гостиной комнате, реже используют как туалетный столик в спальне. Это был популярный предмет мебели в СССР.
Трюмо с трёхстворчатым зеркалом может называться трельяж. Центральное зеркало неподвижно, а два боковых соединены с ним при помощи шарнирных петель, что даёт возможность поворачивать их и удобно смотреть на себя в отражённых зеркалах со всех сторон. В отличие от зеркала-трюмо зеркало-трельяж может быть невысоким и устанавливаться не только на туалетный столик, но и на более высокий комод.